# آرثر خان
آرثر خان (بالإنجليزية: Arthur Kahn)‏ هو سياسي أمريكي، ولد في 9 نوفمبر 1875 في بوهيميا في التشيك، وتوفي في 31 ديسمبر 1930. انتخب عضو جمعية ولاية ويسكونسن.